# Gabriel de la Cueva
Gabriel de la Cueva y Girón (* 1515 in Cuéllar; † 1571 in Mailand) war ein spanischer General und 5. Herzog von Alburquerque.

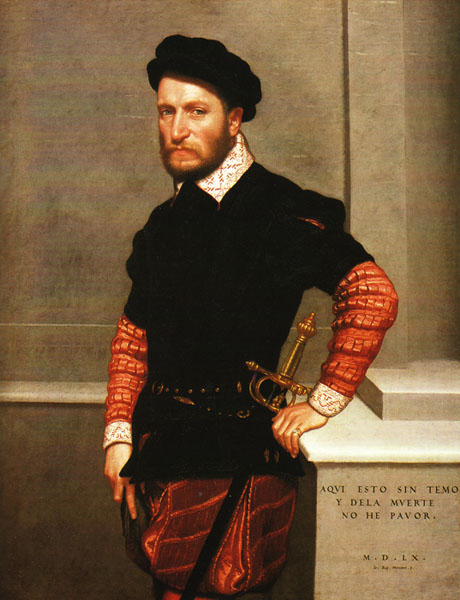
Porträt von Herzog Gabriel de la Cueva, (Giovan Battista Moroni)

Wappen der La Cueva

## Leben
Er wurde um 1515 als Sohn von Beltrán de la Cueva und Toledo, III. Herzog von Alburquerque, III. Graf von Ledesma und Huelma, III. Herr von Cuéllar, Mombeltrán, Pedro Bernardo und weiteren, Ritter des Ordens vom Goldenen Vlies, Generalkapitän der spanischen Armee und Generalissimus von Maria I. von England, Vizekönig von Aragonien und Vizekönig von Navarra, und seiner Frau Isabel de la Vega Giron, Tochter des II. Grafen von Ureña, Granden von Spanien, geboren.
Er wurde auf der Burg Cuéllar bei Segovia geboren, die seinem Vater gehörte, und hatte bei seiner Geburt kaum Chancen, Herzog von Alburquerque zu werden: In der Erbfolge standen seine älteren Brüder Francisco und Juan vor ihm. So trat er zunächst in den Militärorden von Alcántara ein, wurde Kommandant von Santibáñez und bekleidete später weitere wichtige Ämter.
1563 starb sein älterer Bruder Francisco, 4. Herzog von Alburquerque, ohne männlichen Erben, während sein Bruder Juan bereits in einem sehr jungen Alter verstarb. Da das Erbrecht des Herzogtums nach dem Senioratsprinzip geregelt war, klagte er gegen seinen Neffen und erhielt am 1. Dezember 1565 ein Urteil zu seinen Gunsten. So wurde er V. Herzog von Alburquerque, II. Markgraf von Cuéllar, V. Graf von Ledesma und V. von Huelma und Herr über mehrere Städte und Dörfer des Herzogtums, darunter Cuéllar, Mombeltrán, Pedro Bernardo und La Codosera.
Er stand in den Diensten Kaiser Karls V. von Habsburg und wurde 1560 als Nachfolger seines Vaters zum Vizekönig von Navarra ernannt, wo er auch das Amt des Leutnants und Generalkapitäns bekleidete. Das Amt des Vizekönigs behielt er bis 1564, als er zum Gouverneur und Generalkommandanten von Mailand ernannt wurde.
Er starb ohne männliche Erben und der Titel des Herzogs von Alburquerque ging auf seinen Cousin Beltrán de la Cueva über, den Sohn von Diego, dem sechsten Sohn seines Großvaters Francisco Fernández de la Cueva über.

## Ehe
Gabriel de la Cueva heiratete Doña Juana de la Lama, III. Marquesa de la Adrada, mit der er zwei Töchter hatte:
- Maria de la Cueva e Lama, Jung verstorben
- Ana de la Cueva e Lama, erbte den Titel ihrer Mutter und wurde IV. Marquesa de la Adrada

Alcántaraorden